# Okulice (Basse-Silésie)
Pour les articles homonymes, voir Okulice.
Okulice est une localité polonaise de la gmina de Sobótka, située dans le powiat de Wrocław en voïvodie de Basse-Silésie.